# Сузорье (рок-группа)
«Сузорье» (бел. Сузор’е, с бел. — «Созвездие») —  белорусская советская рок-группа. Первая профессиональная рок-группа в Белорусской ССР. «Сузорье» записала первый в белорусской рок-музыке магнитоальбом и отыграла более 1500 концертов в разных городах СССР.

## История
Образовано «Сузорье» было в 1977 году Андреем Козловским, Андреем Филатовым и Владимиром Пучинским при молодёжном центре, как любительский коллектив. В 1978 году, (тогда ещё ВИА), был присужден главный приз Рижского фестиваля политической песни. А в 1981 году ВИА «Сузорье» стал дипломантом Всесоюзного конкурса на лучшее исполнение песен социалистического содружества.
Путь «Сузорья» на профессиональную сцену был трудным и тернистым. Признанными мэтрами в то время, в Белоруссии, были популярнейшие «Песняры», в жанре фолк-рока и только-только набиравшие популярность «Верасы» и «Сябры», имевшие в основном, устоявшийся жанр классических советских ВИА. Само понятие «рок-музыка» было неприемлемым для советской идеологии и цензуры, поэтому группа «Сузорье» официально получила статус «ВИА».
Первоначально ансамбль выступал в одноимённом минском комсомольско-молодёжном кафе. В течение нескольких лет ВИА «Сузорье» принимал участие в конкурсах политической песни в Калининграде и Ереване. И только в 1980 году коллектив был приглашен в Белорусскую государственную филармонию. Однако выход на новый уровень потребовал от артистов отказаться от своего оригинального, но любительского репертуара с явным рок-подтекстом и худсовет филармонии заставил исполнять песни советских композиторов, в частности Игоря Лученка, которые в жанре рок-музыки не сочиняли. В это время ведущим вокалистом в ансамбль пробуется Александр Брынцев, но его кандидатуру отклоняет худсовет филармонии, позже он всё-таки пел в качестве приглашённого солиста. Далее, в коллектив приходит второй гитарист Александр Растопчин. Его дуэт с Андреем Козловским и составил основу звучания «Сузорья».
В 1983 году, после начала официального гонения на рок-группы, сгустились тучи и над «Сузорьем». Ансамбль был подвергнут критике и расформирован, но сохранен в штате филармонии, превратившись в аккомпанемент для лауреата всесоюзного конкурса Светланы Кульпы бывшей участницы «Чаровниц». Через год вышел первый альбом группы «Рок-терапия». Одной из известнейших композиций альбома стал хит «Старый мост», который был записан в двух вариантах: первый более «приглаженный», а второй в явным звучанием «хард-рока».
Тем временем в 1986 году, возобновив деятельность, «Сузорье» выступало вместе с Надеждой Микулич, исполняя удачные аранжировки народных песен, а также 20-минутную композицию «Песня о зубре» на стихи белорусского средневекового поэта-латиниста Миколы Гусовского. Таким образом репертуар группы обрел яркую самобытность белорусской мелодики, несхожую с московской или ленинградской рок-школами. В этом же году непродолжительно в качестве вокалиста с группой выступал Александр Перцев, ("золотой голос белорусского рока" по словам Александра Нестеровича) - бывший ранее вокалистом в другой известной минской рок-группе "Гусляры" (рук. Михаил Мамин), которая распалась в начале года. 1988 году выходит диск группы «Сентябрьская река», он получил широкую популярность.
В 1991 году «Сузорье» прекратило своё существование.
Альбом «Песня пра зубра» попал в топ-10 па версии портала «Experty.by» по итогам 2008 года.

## Дискография
1981, "Кофе Сузорье", магнитоальбом,
01. Падарожжа
02. Полезные советы
03. Кружит вьюга
04. Недотрога
05. Осень золотая
06. Одинокие люди
07. Океан звёзд
08. Сладкая женщина
09. Я верю в чудеса
10. Ласковый снег
11. Дальняя дорога
12. Пусть бы было так
13. Домино
14. Счастье моё
15. Ландыши
16. День благодарения
17. Сузор'е
18. Весенний день  
1983, С62-19213-000,
ВИА «Сузорье», рук. Владимир Пучинский
- Старый мост (В.Пучинский-В.Пучинский,М.Клуге)
- Улетают птичьи стаи (А.Мурашко-С.Красиков)
- По улице моей (М.Таривердиев-Б.Ахмадулина)

1984, "Рок-терапия", магнитоальбом
01.Фортуна
02.Капитан
03.И всё-таки я верю
04.Весенний день
05.Невежество
06.Слоновий рок
07.Дождь
08.Старый мост
09.Знакомый берег
1987, С90-25549-005,
Песня о Родине. Белорусская эстрада
- Песня о Родине (В.Пучинский-Б.Петухов)

1987, "Домашние записи 1987-1988", магнитоальбом
1. Рано или поздно (В.Пучинский-В.Долина)
2. Альбом старых фотографий
3. Пока не погас огонь (В.Пучинский-В.Долина)
4. Во все времена (В.Пучинский-Г.Куренев)
5. Король и шут
6. Охота
7. Сентябрьская река (В.Пучинский-Н.Кислик)
8. Мельник, мальчик и осел
9. Улетают птицы
10.По улице моей
11.Родина
12.Песнь о зубре - часть 1 (В.Пучинский-М.Гусовский)
13.Песнь о зубре - часть 2 (В.Пучинский-М.Гусовский)
Рок-группа «Сузорье»; Рук.А.Нестерович
1989, С60-27881-002,
Рок-группа «Сузорье». «Сентябрьская река»
- Сентябрьская река (В.Пучинский-Н.Кислик)
- Капитан (В.Пучинский-А.Иванушкин)
- Фортуна (В.Пучинский)
- Пока не погас огонь (В.Пучинский-В.Долина)
- Рано или поздно (А.Нестерович-В.Долина)
- Во все времена (В.Пучинский-Г.Куренев)
- Старый мост (В.Пучинский)
- Циклон (В.Пучинский-В.Тарас)
- Солисты: Нелли Денисова (1,4-6),  Александр Брынцев (2,3,7,8)

1990, С60-30577-005,
«Хит-парад радиостанции «Белорусская молодёжная» (2)
- Let him go (В.Пучинский-А.Нестерович,Н.Денисова)

2010, "Песнь пра зубра",
(поэма М.Гусовского "Песнь об облике, дикости зубра и охоте на него" )
1. Excutit Arbitrium Res
2. Інтрадукцыя
3. Ліст да каралевы Боны
4. Тварыць загадалі мне песню
5. Бойка быкоў
6. Зубр
7. Родны мой край
8. Сумленне і розум
9. Панна Марыя
10. Excutit Arbitrium Res (Part 2)